# Jonathan Gilling
Jonathan Gilling (* 29. Juni 1991 in Vaduz) ist ein dänischer Basketballspieler.

## Laufbahn
Gilling, dessen drei Schwestern Sofie, Mathilde und Caroline ebenfalls Basketball auf Leistungsebene spielten und alle drei dies zeitweise an Hochschulen in den Vereinigten Staaten taten, wechselte 2011 an die Arizona State University. Begonnen hatte der von Seeland stammende Flügelspieler seine Karriere beim Hørsholm Basketball Klub, von 2009 bis 2011 spielte er für Hørsholms Herrenmannschaft in der ersten dänischen Liga und ließ insbesondere in der Saison 2010/11 mit 15,2 Punkten pro Begegnung aufhorchen.
Für die Arizona State University bestritt er 132 Spiele, was die Bestmarke in der Geschichte der Hochschulmannschaft bedeutete. Mit 258 getroffenen Dreipunktwürfen lag Gilling in der ewigen Rekordliste der Mannschaft auf fünften Platz, als er 2015 nach Europa zurückkehrte. Seine beste Saison in der NCAA war 2012/13, als er pro Spiel im Schnitt 9,7 Punkte sowie 6,1 Rebounds schaffte.
Gilling stand in der Saison 2015/16 zunächst beim zypriotischen Klub AEK Larnaka unter Vertrag, ab Januar 2016 spielte er bis zum Ende des Spieljahres wieder für Hørsholm in der dänischen Liga und erzielte 12,9 Punkte sowie 5,6 Rebounds pro Spiel. In der Sommerpause 2016 wechselte der Däne zum spanischen Zweitligisten CB Breogán. In 39 Saisoneinsätzen verbuchte er nachfolgend 8,4 Punkte und 3,4 Rebounds je Begegnung. Gilling nahm im Vorfeld des Spieljahres 2017/18 ein Angebot eines anderen Vereins der zweiten spanischen Liga, C.B. Coruña an und erzielte dort 8,5 Punkte je Begegnung. Im August 2018 wurde er vom Club Melilla Baloncesto verpflichtet und blieb somit in der Liga. Durchschnittlich 6,8 Punkte wurden für den Dänen in der Saison 2018/19 in der Farben Melillas notiert. In der Sommerpause 2019 wechselte er zu einem weiteren Zweitligisten in Spanien, CB Almansa. Dort spielte er bis 2020 und zog sich dann vom Basketballsport zurück.

### Nationalmannschaft
Gilling nahm mit der U18- und der U20-Auswahl Dänemarks an B-Europameisterschaften teil, 2015 wurde er erstmals in die Herrennationalmannschaft seines Heimatlandes berufen. Später wurde er Spielführer der dänischen Auswahl.